# ABC Me
ABC Me是澳大利亞的一個數位電視頻道，主要播出兒童節目。ABC3於2009年12月4日晚間6點開始播出。在開播之前ABC於5點播出了特別節目，澳洲總理陸克文也出席了這一節目。2007年9月，澳洲政府宣布將播出一條新的兒童數位電視頻道，就是ABC3。

## 外部連結
- 官方网站
- TV shows A to Z（页面存档备份，存于）